# (29863) 1999 FC43
A (29863) 1999 FC43 a Naprendszer kisbolygóövében található aszteroida. A LINEAR projekt keretében fedezték fel 1999. március 20-án.